# Đoàn Kiến Quốc
Đoàn Kiến Quốc (* 24. März 1979 in Nha Trang) ist ein vietnamesischer Tischtennisspieler. Er gewann 2009 eine Goldmedaille im Herren-Doppel bei den Südostasienspielen. Er gilt als bester vietnamesischer Tischtennisspieler überhaupt und lag im Jahr 2012 zeitweise auf Platz 275 der ITTF-Weltrangliste. Der Vietnamese ist Linkshänder und verwendet den europäischen Shakehand-Stil.
Sein offizielles Debüt gab er bei den Olympischen Spielen 2004, er schied jedoch bereits in der ersten Runde gegen Yang Min mit 1:4 aus. Außerdem konnte er sich für die Olympischen Spiele 2008 qualifizieren, wo er David Zalcberg und Christophe Legoût schlug, scheiterte später jedoch am Russen Alexei Smirnov.

## Titel und Erfolge im Überblick

### Einzel
- Bronze bei den Südostasienspielen (2001, 2005)
- 3. Runde bei den Olympischen Spielen (2008)

### Doppel
- Gewinner der Südostasienspielen (2009), Bronze (1999)

### Mannschaft
- Silber bei den Südostasienspielen (1999, 2005), Bronze (2001, 2003, 2007, 2009)